# Secretaría de Estado de Economía Social
La Secretaría de Estado de Economía Social de España es el órgano superior del Ministerio de Trabajo y Economía Social que, bajo la dirección del ministro, le corresponde desarrollar la política del Gobierno de la Nación en materia de economía social y de responsabilidad social corporativa.

## Historia
En un contexto de mayor importancia para la economía social a nivel nacional e internacional, con la inclusión del término en la nomenclatura del Ministerio de Trabajo en 2020, con su fomento a través de instrumentos como el Plan de Recuperación, Transformación y Resiliencia o el Plan de Acción Europeo de la Economía Social, ambos aprobados en 2021, las recomendaciones de la OCDE sobre Economía Social y Solidaria e Innovación Social y de la 110.ª Conferencia Internacional de la Organización Internacional del Trabajo sobre Trabajo Decente y Economía Social y Solidaria, ambas aprobadas en el verano de 2022, o la creación en España del Comisionado Especial para la Economía Social en septiembre de 2022, a finales de 2023 se dio un paso más.
Así, por Real Decreto 829/2023, de 20 de noviembre, se creó la Secretaría de Estado de Economía Social. Se trata de un órgano superior de nueva creación, que desgaja de la Secretaría de Estado de Empleo las competencias que esta tenía en relación con la economía social y la responsabilidad social de las empresas.
Se estructuró mediante dos órganos principales, el ya mencionado Comisionado Especial para la Economía Social, con rango de Subsecretaría, y la Dirección General de la Economía Social y de la Responsabilidad Social de las Empresas de la anterior Secretaría de Estado de Empleo.

## Estructura
De acuerdo con el Real Decreto 502/2024, de 21 de mayo,que se desarrolla la estructura orgánica básica del Ministerio de Trabajo y Economía Social, de la Secretaría de Estado de Economía Social dependen los siguientes órganos:
- El Comisionado Especial para la Economía Social, con rango de Subsecretaría.
  - La Oficina Técnica, con rango de Subdirección General.
- La Dirección General de la Economía Social y de la Responsabilidad Social de las Empresas.
  - La Subdirección General de la Economía Social y de la Responsabilidad Social de las Empresas.
  - La Delegación Especial para el Impulso a la Economía Social, con rango de Subdirección General.
- El Gabinete, como órgano de apoyo y asistencia inmediata al titular de la Secretaría de Estado, con rango de Subdirección General.

### Adscripciones
- El Consejo para el Fomento de la Economía Social.
- El Consejo Estatal de Responsabilidad Social de las Empresas.

## Titular
- María Amparo Merino Segovia (2023-)[5]